# Siphosturmia melitaeae
Siphosturmia melitaeae är en tvåvingeart som först beskrevs av Daniel William Coquillett 1897.  Siphosturmia melitaeae ingår i släktet Siphosturmia och familjen parasitflugor.
Artens utbredningsområde är Kalifornien. Inga underarter finns listade i Catalogue of Life.